# Hans W. Hubert
Hans Wolfram Hubert (* 23. März 1960 in Berlin) ist ein deutscher Kunsthistoriker und Hochschullehrer.

## Leben
Hans W. Hubert studierte Kunstgeschichte, Klassische Archäologie, Philosophie und Bibliothekswissenschaften an der Freien Universität Berlin. Sein Studium schloss er 1985 mit einer Magisterarbeit zu den Entwürfen Donato Bramantes für den Neubau des Petersdoms in Rom ab.
Er war 1987 Stipendiat des Centro Internationale di Architettura „Andrea Palladio“ in Vicenza. Als Stipendiat der Studienstiftung des deutschen Volkes führte er mehrjährige Archivforschungen in Bologna, Florenz und Rom durch, die 1990 in seiner Dissertation über den Palazzo Comunale von Bologna mündeten. Während seiner Tätigkeit als Fellow und Assistent am Kunsthistorischen Institut in Florenz sowie im Rahmen eines Habilitationsstipendium der DFG forschte er zur frühneuzeitlichen Architekturzeichnung und zur Theorie des architektonischen Entwurfs in der Renaissance. Er wurde Im Jahr 2000 mit diesem Thema habilitiert.
Er war 2001/2002 Henry A. und Judith Rice Million Senior Guest Scholar am Center for Advanced Study in Visual Arts (CASVA) der National Gallery of Art in Washington, D.C., wo er zum Palazzo Uguccioni in Florenz forschte. Nach Stationen an der Freien Universität Berlin, der Rheinischen Friedrich-Wilhelms-Universität in Bonn, dem Zentrum für Mittelalter- und Frühneuzeitforschung der Georg-August-Universität Göttingen und an der Westfälischen Wilhelms-Universität Münster nahm er 2005 den Ruf an den Lehrstuhl für Kunstgeschichte der Albert-Ludwigs-Universität Freiburg an, wo er Direktor des Kunsthistorischen Instituts ist.
Er war Mitglied in den DFG-Sonderforschungsbereichen 948 („Helden“) und 1015 („Muße“) und leitete dort drei Teilprojekte. 2015 bis 2016 war er Senior Fellow am Freiburg Institute for Advanced Studies. 
Er ist Mitglied des Mittelalterzentrums der Albert-Ludwigs-Universität Freiburg, des Alemannischen Instituts und stellvertretender Vorsitzender des Freiburger Münsterbauvereins.

## Forschungsschwerpunkte
Seine Forschungsschwerpunkte liegen auf der italienischen Kunst und Architektur der Renaissance, mittelalterlicher Skulptur, Architekturtheorie sowie der Geschichte der Kunstgeschichte und von Kunstsammlungen. Zudem befasst er sich mit der Heroisierung von Künstlern und veröffentlichte zahlreiche Studien, u. a. zu Arnolfo di Cambio, Donatello und Michelangelo. Mit der Professur in Freiburg weitete er seine Forschungsinteressen auf die Architektur und Skulptur des späten Mittelalters im Oberrheingebiet aus, insbesondere zur Geschichte des Freiburger Münsters. 
Im Rahmen der DFG-Sonderforschungsbereiche untersuchte er die sozio-kulturellen Konzepte von Heroismus und Muße in kunst- und architekturtheoretischen Traktaten der italienischen Renaissance. Anhand italienischer und lateinischer Quellen aus dem 15. und 16. Jahrhundert analysierte er, wie Heroismus in skulpturalen Denkmälern sowie Muße in speziellen Räumen für Rückzug und Erholung (z. B. Studioli, Loggien, Gärten) in fürstlichen Residenzen dargestellt wurden.

## Veröffentlichungen (Auswahl)

### Monographien
- Architekturzeichnung und -modell in Italien. Studien zu Theorie, Form und Funktion architektonischer Planungsmedien vom 14. bis zum frühen 16. Jahrhundert, 3 Bände, Habilitationsschrift: Freie Universität Berlin 1999. (In Form von Aufsätzen zum Teil veröffentlicht).

- Das Kunsthistorische Institut in Florenz (1897–1997). Seine Gründung und Geschichte bis zum hundertjährigen Jubiläum, Florenz 1997; italienische Ausgabe: L'Istituto Germanico di Storia dell'Arte di Firenze. Cent’anni di storia (1897–1997), Florenz 1997.

- Der Palazzo Comunale von Bologna. Vom Palazzo della Biada zum Palatium Apostolicum, Köln 1993.

### Herausgeberschaften
- (mit Felix Reuße, unter der Mitarbeit von Viktoria Gont), Giovanni Battista Piranesi: Vedute di Roma, Petersberg 2024.
- (mit Anja Grebe und Antonio Russo), Das Bad als Mußeraum: Räume, Träger und Praktiken der Badekultur von der Antike bis zur Gegenwart, Tübingen 2020.
- (mit Leonhard Helten, Olaf Peters, Guido Siebert), Kontinente der Kunstgeschichte. Zum 150. Geburtstag von Wilhelm Vöge, (Quellen und Forschungen zur Geschichte Sachsen-Anhalts, 19), Halle 2019.
- (mit Katharina Helm, Christina Posselt-Kuhli, Anna Schreurs-Morét), Künstlerhelden? Heroisierung und mediale Inszenierung von Malern, Bildhauern und Architekten, Merzhausen 2015.
- (mit Peter Kalchthaler), Freiburger Münster. Kunstwerk und Baustelle, (Schriftenreihe Münsterbauverein 5), Freiburg 2014.

### Aufsätze
- "Ein 'haptisches Bildwerk' Michelangelos: zu Formfindung, Deutung und Aufstellung der Figur des 'Jugendlichen Gefangenen' vom Juliusgrab", in: Jens Niebaum und Torsten Tjarks (Hrsg.), Grenzen und Spielräume künstlerischer Erfindung. Festschrift für Georg Satzinger, Münster 2024, S. 105–136.
- "Michelangelos Attika der Peterskirche in Rom: Präzisierungen und Korrekturen", in: Stefan Albl, Berthold Hub, Anna Frasca Rath (Hrsg.), Close Reading. Kunsthistorische Interpretationen von Mittelalter bis in die Moderne. Festschrift für Sebastian Schütze, Berlin / Boston 2021, S. 140–157.
- (mit Antonio Russo) "Ozio, diletto et piacere: Muße, Vergnügen und Gefallen aus architekturgeschichtlicher Perspektive am Beispiels Vitruvs und seiner Kommentatoren, in: Monika Fludernik und Thomas Jürgasch (Hrsg.), Semantiken der Muße aus interdisziplinären Perspektiven, Tübingen 2021, S. 77–89.
- "Utopien im Architekturtraktat von Averlino", in: Matthias Klein (Hrsg.), Utopien. Von Averlino über Christine de Pizan bis Filarete. Festschrift für den unbekannten Kunsthistoriker (Beiträge zur Kunstwissenschaft, Bd. 100) München 2021, S. 9–30.
- "Architektur und Komik", in: Stefan Bürger und Ludwig Kallweit (Hrsg.), Capriccio und Architektur. Das Spiel mit der Baukunst. Festschrift für Bruno Klein, Berlin 2017, S. 51–61.
- „Der schönste Turm auf Erden“: Das Freiburger „Weltwunder“ und seine Nachahmung in der Spätgotik und im 19. Jahrhundert, in: Hans W. Hubert / Peter Kalchthaler (Hrsg.), Freiburger Münster. Kunstwerk und Baustelle (Schriftenreihe Münsterbauverein 5), Freiburg 2014, S. 124–141.